# Papirus Oxyrhynchus 679
Papirus Oxyrhynchus 679 oznaczany jako P.Oxy.IV 679 – rękopis zawierający fragment nierozpoznanej prozy napisany w języku greckim. Papirus ten został odkryty przez Bernarda Grenfella i Arthura Hunta w 1903 roku w Oksyrynchos. Fragment jest datowany na I wiek p.n.e. Rękopis ten był przechowywany w bibliotece Uniwersytetu w Leuven. Tekst został opublikowany przez Grenfella i Hunta w 1904 roku.
Manuskrypt został napisany na papirusie w formie zwoju. Fragment ten zawierał górną część dwóch kolumn. Tekst był pisany schuldną i pionową uncjałą. Rękopis opiswywał kampanię Aleksandra Macedońskiego w Cylicji. Możliwe, że jest to część zaginionej pracy opisującej Ptolemeusza I.
W trakcie II wojny światowej w maju 1940 w wyniku wybuchu niemieckiej bomby rękopis został zniszczony.